# Ahmad Kamyabi Mask
Ahmad Kamyabi Mask (en persa: احمد کامیابی مسک), - Profesor Emérito de Modern Drama y Teatro de la Facultad de Bellas Artes de la Universidad de Teherán, destacado estudioso de la lengua francesa de teatro vanguardista e influyente en el estudio de Eugène Ionesco.

## Biografía
Ahmad Kamyabi Mask nació en un pequeño pueblo en las cercanías de Birjand, en el este de Irán en 1944 , en medio de la Segunda Guerra Mundial , mientras que Irán fue ocupado por las fuerzas anglo- soviética. Él asistió a la universidad en Mashhad y Teherán antes de irse a Europa.
De regreso a Teherán , comenzó como profesor universitario en 1978 , después de haber enseñado como profesor de escuela antes. Recibió su doctorat d'État de la Universidad Paul Valéry , Montpellier III en Literatura Comparada y Estudios Teatrales en 1999 y es " el profesor de Humanidades " desde entonces. Máscara Kamyabi ha escrito y traducido numerosos libros y ensayos en francés y persa publicados en París y Teherán e Isfahán. Parte de su obra ha sido traducida y publicada a los lectores de habla inglesa y española; una es su libro Ultimo encuentro con Samuel Beckett traducida al español por Roland Husson y Susana Nuñez e inglés por Janet A. Evans.
Él es también un prolífico traductor. Tradujo al persas muchas obras de teatro de Eugène Ionesco , que escribió un prefacio de Kamyabi Qu'a - t-on fait de Rhinocéros d' Eugène Ionesco à travers le monde : Allemagne , Francia, Roumanie , Irán, Japon , EE.UU., junto con obras de Jean Genet y Fernando Arrabal . También ha traducido una obra de Bahram Bayzai al francés: Le huitième voyage de Sindbad Algunos de sus poemas y traducciones de ficción incluye obras de Ahmad Shamlú y Shokouh Mirzadagui publicado en París.
Kamyabi Mask recibió el premio 1991 de la Asociación de Escritores en Lengua Francesa por su libro Qui sont les rhinocéros de Monsieur Bérenger -Eugène Ionesco ?. En 2011 fue nombrado Caballero de la Orden de las Palmas Académicas por su distinguida contribución a la literatura y la cultura francesa. Es considerado un eminente crítico de Martin Esslin como crítico colonialista de teatro de vanguardia.

## Obra
Algunos de los libros de Kamyabi Mask son:
- Ionesco et son théâtre, Préface d'Eugène Ionesco suivie d'un entretien avec Ionesco, (Ed. Caractères), 1987, Paris. - Deuxième édition, 1992, Ed. A. Kamyabi Mask, Paris.

- Qu'attendent Eugène Ionesco et Samuel Beckett? et qu'en pensent: J.-L. Barrault, J. Mauclair, M. Maréchal, P. Vernois, T. Brown, A. Grodzicki, R. Benski, A. Epstein, R. Lamont, R. Schechner ? (Entretiens), Illustrations de Günther et Emeric Davis Ed. A. Kamyabi Mask, 1991, Paris.

- Qu'a-t-on fait de Rhinocéros d'Eugène Ionesco à travers la monde (Allemagne, France, Roumanie, Iran, Japon, U.S.A. ...) Préface d'Eugène Ionesco, Avant-propos et illustrations de Günther et de Taha, suivi des entretiens avec Hamid Samandarian, Ion Lucian, Karl-Heinz Stroux, William Sabatier, Ed. A. Kamyabi Mask, 1995, Paris.

- Qui sont les rhinocéros de Monsieur Bérenger-Eugène Ionesco ? (Étude dramaturgique) suivie d'un entretien avec Jean-Louis Barrault, Préface de Bernard Laudy, Illustrations de Günther, Ed. A. Kamyabi Mask, 1990, Paris, (Prix A.D.E.L.F., 1991).

- A la recherche d'un ami: d'après Le petit prince d'Antoine de Saint-Exupéry (pièce en trois actes), pour les enfants de 7 à 77 ans, Ed. Kamyabi mask, 1995, Paris.

- Les temps de l'attente, Ed. A. Kamyabi Mask, 1999, Paris.

### Traducciones publicadas en español
- Ultimo encuentro con Samuel Beckett, 1993, Ed. A. Kamyabi Mask, Paris. ISBN 978-2-9504806-8-2